# 龍ケ崎市野球場たつのこスタジアム
龍ケ崎市野球場たつのこスタジアム (りゅうがさきしやきゅうじょうたつのこスタジアム) は、茨城県龍ケ崎市の龍ケ崎市総合運動公園内にある野球場。
2020年8月1日より命名権（ネーミングライツ）を導入し、球場の愛称を「TOKIWAスタジアム龍ケ崎」としている。

## 概要
所在地は茨城県龍ケ崎市松ケ丘2丁目16番地1。2010年5月1日開場。龍ケ崎市総合運動公園内に、たつのこフィールド・たつのこアリーナなどと共に立地している。施設は龍ケ崎市が所有し、たつのこまちづくりパートナーズ （構成企業：コナミスポーツクラブ、常陽メンテナンス、東洋メンテナンス） が指定管理者として運営管理を行っている。
龍ケ崎市に本部を置く流通経済大学が所属する大学野球の東京新大学野球連盟が、2010年秋季リーグ戦よりシーズンあたり4試合から6試合使用している。
2019年より北海道日本ハムファイターズ主催の二軍公式戦（イースタン・リーグ）が年1試合開催されている。また同年より、ベースボール・チャレンジ・リーグの茨城アストロプラネッツが公式戦を開催している。
2020年7月21日、龍ケ崎市と市内に本社を置く建設会社「常磐建設株式会社」との間でネーミングライツ契約を締結し、球場の愛称を同年8月1日から2025年7月31日までの5年間「TOKIWAスタジアム龍ケ崎」とすることになった。契約料は総額1000万円、年額200万円。

## プロ野球公式戦開催実績
（NPBのみ）
- 2019年6月23日：イースタン・リーグ　●北海道日本ハム（2 - 5）巨人○[5]
- 2021年6月20日：イースタン・リーグ　北海道日本ハム（雨天中止）千葉ロッテ[6]
- 2022年9月18日：イースタン・リーグ　北海道日本ハム（0 - 0 6回コールド）埼玉西武[7]
- 2023年9月03日：イースタン・リーグ　●北海道日本ハム（1 - 2）東北楽天○[8]

## 設備
- 内野：黒土混合土、外野：天然芝
- 両翼：100m、センター：123m
- 収容人員:4000人（メインスタンド・ベンチシート1400席、芝生席内野約750人・芝生席外野約1850人収容可能）
- 照明設備：6基（鉄塔式）、高さ29.1m、照度 内野：750lx、外野：400lx
- スコアボード：フル画面LED[1]
- 駐車場：普通車230台、大型車4台

2025年4月5日にスコアボードがリニューアルされセレモニーが開かれた。スコアボードは、横18.2メートル、縦6.4メートルで、スピードガンやカメラの機能を搭載しており、グラウンドやスタンドの様子を映し出すことができるほか、ピッチクロックも表示できるようになった。

## 周辺施設
- 龍ケ崎市陸上競技場たつのこフィールド（流通経済大学龍ケ崎フィールド）
- 龍ケ崎市総合体育館たつのこアリーナ
- 龍ケ岡公園（テニスコート）

## アクセス
- JR常磐線・龍ケ崎市駅東口4番乗り場から関東鉄道バス「総合運動公園」行きで終点下車。
- JR常磐線・龍ケ崎市駅東口から関東鉄道バス白羽一丁目行きで「さんさん館」下車徒歩10分。
- 関東鉄道竜ヶ崎線・竜ヶ崎駅からコミュニティバス循環ルート（龍・ゆうバス）内回りで「総合運動公園」下車。